# Weyrauchia marinezae
Weyrauchia marinezae là một loài bọ cánh cứng trong họ Cerambycidae.